# Тереса Мартіна Ґілі
Пані Тереса Мартіна Ґілі (англ. Therese Healy) — ірландська дипломатка. Перша Надзвичайний і Повноважний посол Ірландії в Україні з резиденцією в Києві (з 2021).

## Життєпис
У 1996 році закінчила Національний університет Ірландії (Корк), бакалавр мистецтв з географії і історії. У 1999 році отримала диплом магістра філософії з економічної географії.
З березня 1999 року на дипломатичній роботі в Міністерстві закордонних справ Ірландії.
З серпня 2006 по серпень 2010 рр. — Офіцер преси, культури та інформації Посольства Ірландії в Пекіні, КНР.
З вересня 2010 по вересень 2014 рр. — Заступник керівника місії, Посольство Ірландії в РФ.
З вересня 2015 по вересень 2020 рр. — Генеральний консул Ірландії в Шанхаї, КНР.
З вересня 2020 по січень 2021 рр. — Тимчасово повірена у справах в Посольстві Ірландії в Пекіні.
З 2021 року — Надзвичайний і Повноважний Посол Ірландії в Києві, Україна.
7 липня 2021 року — вручила копії вірчих грамот Заступнику міністра закордонних справ України Василю Боднарю.
19 серпня 2021 року — вручила вірчі грамоти Президенту України Володимиру Зеленському.